# 迭戈·德阿爾馬格羅 (智利)

26°23′28″S 70°2′45″W / 26.39111°S 70.04583°W
迭戈·德阿爾馬格羅（西班牙語：Diego de Almagro），是智利的城市，位於該國北部阿塔卡馬大區的查尼亞拉爾省，面積18,663.8平方公里，海拔高度787米，2012年人口15,731人，人口密度每平方公里0.84人。